# Pseudopaguristes bollandi
Pseudopaguristes bollandi is een tienpotigensoort uit de familie van de Diogenidae. De wetenschappelijke naam van de soort is voor het eerst geldig gepubliceerd in 2003 door Asakura & McLaughlin.